# شارتن
شارتن (به آلمانی: Scharten) یک منطقهٔ مسکونی در اتریش است که در ناحیه افردینگ واقع شده‌است. شارتن ۱۷٫۵ کیلومتر مربع مساحت دارد ۳۹۷ متر بالاتر از سطح دریا واقع شده‌است.